# フィフティ・シェイズ・オブ・グレイ (映画)
『フィフティ・シェイズ・オブ・グレイ』（Fifty Shades of Grey）は、2015年のアメリカ合衆国の官能恋愛映画。監督はサム・テイラー＝ジョンソン、脚本はケリー・マーセル。原作はE・L・ジェイムズが2011年に著した同名の小説。主人公である女子大生のアナスタシア・スティールをダコタ・ジョンソン、彼女とサドとマゾの関係を結ぶことになる若きビジネス界の大御所クリスチャン・グレイをジェイミー・ドーナンが演じる。
この作品は2015年2月11日に第65回ベルリン国際映画祭で封切られ、2日後の2月13日に、ユニバーサル・ピクチャーズとフォーカス・フィーチャーズによって全米公開された。否定的なレビューを数多く受けているにもかかわらず、公開されるやいなや成功を収め、5億7000万ドルを超える興行収入を全世界で記録することとなった。
第36回ゴールデンラズベリー賞にノミネートされ、『ファンタスティック・フォー』とともに2015年の最低作品賞を受賞したが、その一方で、サウンドトラックであるエリー・ゴールディングのLove Me Like You Doはゴールデングローブ賞 主題歌賞にノミネートされた。
『フィフティ・シェイズ』三部作の最初の作品であり、その続編として、『フィフティ・シェイズ・ダーカー』(2017年）、続々編として『フィフティ・シェイズ・フリード』（2018年）がのちに製作された。

## ストーリー
21歳のアナスタシア・スティール(以下アナ)はワシントン州立大学で英文学を専攻している女子大生であった。体調を崩したルームメイトケイト・カバナフの代わりに、アナは、27歳の大金持ちの企業家クリスチャン・グレイ(以下クリスチャン)のもとへ、大学が刊行する新聞のインタビューへ行くことになる。シアトルにある彼の仕事場「グレイ・ハウス」での面会に成功した彼女は、早速インタビューを始めるが、いっぽうで、彼も、そんなアナに次第に興味を持ちはじめていた。そのため、クリスチャンはアナにもう一度会いたいと思い、後日、彼女が働いているホームセンターへ顔を出す。そこでアナが、例の記事にクリスチャンの顔写真を載せたいともちかけたところ、彼は申し出を承諾してくれたのであった。
撮影が終わったあと、クリスチャンは、アナをコーヒー店に誘い、二人で世間話に興じたものの、｢自分はアナにふさわしい男ではない｣と気づき、店を後にする。卒業試験を無事に終えた日、クリスチャンから、トーマス・ハーディの初版の小説二冊(うち一冊はダーバヴィル家のテス)と直筆のメッセージカードがアナの家に届いた。そのカードは、自分は危険だから近づかないでほしいということを彼女に分からせるため、彼が、ダーバヴィル家のテスから引用したフレーズをあえて書いたものだった。
そのあと、アナは、バーで友達と酒をたくさん飲んだ。おかげで彼女は酔いつぶれてしまい、その勢いで彼に電話し、彼の横柄な態度にぶつぶつ文句を言いながら、例の本を返したいと告げた。クリスチャンはアナをさがしにバーへ向かったが、そのときには彼女はすでに気を失っていた。次の日の朝、アナは、グレイが宿泊しているホテルの一室で目を覚ましたが、そのときに、彼とアナがまだ親密な間柄ではないのを察し、一安心する。
その日の夜から、クリスチャンとアナは付き合いだすが、彼はやがて、二人の情事に関する秘密保持契約書へサインするよう、しきりに要求しだす。その内容は、クリスチャンの命令にアナは大人しくしたがわねばならないという、いわば「支配者と奴隷」の関係を認めるものであった。それを突きつけられたアナは、さすがに契約書へサインすることに抵抗を感じるとともに、今までずっと処女であったことを彼の目の前で告白した。面と向かって交渉しながらも、契約書へのサインに戸惑いを隠せないアナは、クリスチャンに連れられるがまま、彼の言う「プレイルーム」に足を踏み入れた。そこはなんと、SMプレイ用の家具や用具が整備された空間であり、彼の話が終わったあと、室内で、二人はついに一線を越えてしまう。やがてアナは、クリスチャンの母親とも会って話し、彼に、いったいどれほど多くの女性とこんな関係をもっているのか詰問した。
次の日から、クリスチャンは、好意とともに新車や新品のノートパソコンをアナに与えるようになる。アナは、ケイトとシアトルに引っ越してからも、クリスチャンと相変わらず交際し続けた。クリスチャンの両親と夕食を共にした際、彼女は次の日、ジョージアにいる母親へ会いにシアトルを去ると言い、そのすぐあとでクリスチャンは、彼女に、自分は一方的な関係以上の恋愛を求めていると言われ、落胆してしまう。翌日、アナは行き先のジョージアにて、図らずもクリスチャンと再会する。実は彼が、アナのためにわざわざプライベートジェットを準備してくれた張本人なのであったが、アナとのデートの途中で急用ができ、のちにシアトルへ戻ることとなる。
家に帰ってからも、アナは、もっと性的な関係を求めるクリスチャンと再び出会う。が、彼の言うことを渋々認めながらも、中途半端な態度をとるクリスチャンに、アナはしびれをきらす。契約を検討しているあいだ、彼女は、クリスチャンを心の底から理解し、自分の心のなかで白黒はっきりさせるべく、もし契約に違反したらどんなふうに自分を「お仕置き」するのか実際にやってみてほしいともちかける。アナの要望に応じた彼は、彼女の尻を鞭でひっぱいてみせた。動揺を感じるとともに、つねに自己中心的な態度をとるクリスチャンへ嫌気がさしたアナは、ついに彼へ別れを告げる。アナは、クリスチャンが自分にふさわしい人ではなく、彼のプレイは異常で、常識を逸脱する一歩手前であったことを、このときようやく認識したのであった。

## キャスト
- アナスタシア・スティール (Anastasia "Ana" Steele):ダコタ・ジョンソン-ワシントン州立大学で英文学を専攻している、21歳の女子大生。
- クリスチャン・グレイ(Christian Grey):ジェイミー・ドーナン-株式会社グレイ・エンタープライズ・ホールディングスのCEOを務める、27歳の金持ちの男性。
- キャサリン・カヴァナフ(ケイト)(Katherine "Kate" Kavanagh):[6]-アナのルームメイトであり、親友。クリスチャンの兄であるエリオット・グレイ(Elliot Grey)と付き合っている。
- カーラ・ウィルクス(Carla Wilks)[7]:ジェニファー・イーリー-アナの母。
- グレース・トレベリアングレイ医師(Dr. Grace Trevelyan-Grey)[8]:マーシャ・ゲイ・ハーデン-クリスチャンの養母。
- ホセ・ロドリゲス(Jose Rodriguez):ヴィクター・ラサック-アナの親友。
- エリオット・グレイ(Elliot Grey)[9]:ルーク・グライムス-クリスチャンの兄。
- ミア・グレイ(Mia Grey)[10]:リタ・オラ-クリスチャンの妹。
- ジェイソン・テイラー(Jason Taylor)[11]:マックス・マーティーニ-クリスチャンのボディガードであり、彼の警備に関する最高責任者。
- レイ・スティール(Ray Steele):カラム・キース・レニー-アナの父親。[12]
- キャリック・グレイ(Carrick Grey):アンドリュー・エアリー-クリスチャンの養父。
- ボブ・アダムズ(Bob Adams):ディラン・ニール（英語版）[13]-アナの義父。
- ポール・クレイトン(Paul Clayton):アンソニー・コネクニー-アナがアルバイトをしているホームセンターの店長の兄弟。
- レイチェル・スカーステン(Rachel Skarsten):アンドレア[14]-クリスチャンの秘書。
ジェイミー・ドーナンと ダコタ・ジョンソン.

## 製作
2013年の初めまでに、何個かのハリウッド映画のスタジオは、ニューヨーク・タイムズのベストセラーリストに掲載された小説、『フィフティ・シェイズ』三部作を映画化する権利の取得に熱心な態度をみせていた。ワーナー・ブラザース、ソニー・ピクチャーズ エンタテインメント、パラマウント・ピクチャーズ・コーポレーション、ユニバーサル・スタジオ、マーク・ウォールバーグ・プロダクションが、その権利の候補となったが、最終的に、ユニバーサル・スタジオとフォーカス・フィーチャーズが、2013年3月、著作権の取得に成功した。原作者のジェイムズは、映画化するにあたって、一部の描写を小説版と変更しようと考えていた。それにともない、彼女は、『ソーシャル・ネットワーク』と同じ製作者の、とダナ・ブルネッティを起用した。脚本は、当初、『アメリカン・サイコ』の作者であるブレット・イーストン・エリスに担当する案があったが、採用されたのは、ウォルト・ディズニーの約束の脚本を著したケリー・マーセルであった。テイラー・ウッドは、各登場人物の個性がはっきりするように力を入れるとともに、脚本を完全なものにしようと、同じく脚本家である、パトリック・マーバーの手も借りた。一方ユニバーサルでは、スクリプトドクターにマーク・ボンバック、衣装デザイナーにマーク・ブリッジスが採用された。エンターテインメント・ウィークリーによれば、この映画の推定興行収入は「約4000万ドル」とされた。

### 収録

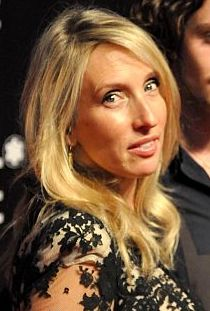
サム・テイラー＝ジョンソン監督は、原作者のE・L・ジェイムズとの共同作業は困難だと後に述べた。

2013年5月9日までに、スタジオはこの作品の監督をジョー・ライトにしようと検討していたが、ライトのスケジュールの都合で、この計画はなしになり、のちにパティ・ジェンキンス、ビル・コンドン、ベネット・ミラー、スティーヴン・ソダーバーグが監督の候補に挙がった。2013年6月に、E・L・ジェイムズはサム・テイラー＝ジョンソンを監督に任命する旨を発表した。ジョンソンは、本作品の収録にあたって、200万ドルの投資を行った。
彼女は、ナインハーフ、ラストタンゴ・イン・パリ、アデル、ブルーは熱い色から思い付きを得たとされる。
2017年6月のインタビューにて、ジョンソンは、原作者との共同作業が困難であることを述べ、「フィフティ・シェイズ」シリーズの映画製作から足を洗った。のちに彼女は「私の仕事が終わっただけなんだから、後悔なんかしてません。果たして私が過去を後知恵ということにして、再び復帰すると思いますか？絶対しません。頭がおかしくなりますよ。」と語っている。

### 配役
ブレット・イーストン・エリスは、原作者のジェイムズは、ロバート・パティンソンがクリスチャン・グレイの役に最もふさわしいと考えていたと述べている。しかし、その反面彼女は、同じトワイライト・サガシリーズの映画に出演しているパティンソンとクリステン・スチュワートを本作でも共演させることは、「奇妙である」と感じている。イアン・サマーホルダーとチェイス・クロフォードはクリスチャンの役に前から興味を寄せていた。サマーホルダーはのちに、もし自分がクリスチャン役の候補に上がっていたとしたら、彼が出演しているThe CW系列のドラマ、ヴァンパイア・ダイアリーズの収録と重なっていただろうとコメントしている。2013年9月2日、ジェイムズは、クリスチャン・グレイとアナスタシア・スティールの役に、それぞれ、チャーリー・ハナムとダコタ・ジョンソンを選んだことを表明した。他に、アナの役には、アリシア・ヴィキャンデル、イモージェン・プーツ、エリザベス・オルセン、シェイリーン・ウッドリー、フェリシティ・ジョーンズが候補に挙がっていた。不特定多数の役に関してはモデルのキーリー・ヘーゼルがオーディションを行い、ルーシー・ヘイルもそれを担当した。当初はエミリア・クラークもアナの役としてオファーを受けたが、ヌードになることができないという理由で、拒否された。そして、監督のジョンソンは、アナスタシア・スティールの役を志願してやって来た女優たちに、イングマール・ベルイマン監督のドラマ映画仮面/ペルソナの台本の独白部分を朗読させたりもした。
クリスチャンの役について、スタジオは最初、ライアン・ゴズリングがふさわしいと考えていたが、彼はそのオファーに興味を示していなかった。ギャレット・ヘドランドもその候補に入ってはいたが、クリスチャンが持つ性格に合致しなかったのを理由に却下された。スティーブン・アメルは「実際、私はクリスチャンの役柄がおもしろそうだとは思いませんでした。クリスチャン・グレイに関して私の心に訴えるモノはなかったです。」と述べている。いっぽう、チャーリー・ハナムは当初、クリスチャンの役を辞退したが、のちに、スタジオの関係者との会議を経て、その役を再考することとなった。ハナムはオーディションの最中に、「ぼくはこの役にほんとうに興味をそそられ、わくわくしました。なので、自分は原作を読み、クリスチャンがどんなキャラなのかを明確にしようとしました。すると、彼に命を吹き込むことへの期待がもっと高まりました。テイラー監督とぼくはいずれも、監督が気に入っていたダコタといっしょに読むことを提案しました。部屋に入るやいなや、ぼくはダコタと朗読を始めて、自分はぜったい彼女と読みたがっているんだなとそのとき感じました。ぼくら二人にはやっぱり、はっきりした相性があります。奇妙で、エキサイティングで、楽しく、魅力のある相性です。」とコメントしている。キャストがファンの反応からもとに描いた否定的な見解に対して、プロデューサーのダナ・ブルネッティはこう述べている。「ルックス以外にも、才能や有用性、やる気、他の出演者との相性など、キャスティングに影響することはいっぱいあるんです。なので、もしキャストが気に入らなかったとしたら、それは配役表の問題なので、そういった事情を頭に置いたうえで、嫌いながらも広い視野をもっていただきたいです。」
2013年10月、女優のジェニファー・イーリーはアナスタシアの母親であるカーラの役について打ち合わせを重ねていた。2013年10月12日、ユニバーサル・ピクチャーズは、チャーリー・ハナムが、FXが放送するサンズ・オブ・アナーキーの出演スケジュールとの不一致を機に、本作品から脱退したことを発表した。アレクサンダー・スカルスガルド、ジェイミー・ドーナン、テオ・ジェームズ、フランソワ・アルノー、スコット・イーストウッド、ルーク・ブレイシー、ビリー・マグヌッセンらが、ハナムに替わるグレイ役の主要な候補となった。2013年10月23日、最終的にドーナンがグレイ役として選抜された。そのあとも、同年10月31日には、ホセ・ロドリゲス(Jose Rodriguez)役にヴィクター・ラサックが、11月22日には、ケイト・カバナフ(Kate Kavanagh)役にエロイズ・マンフォードが、さらに、12月2日には、クリスチャンの妹であるミア(Mia)役に歌手のリタ・オラが選ばれた。オラはもともと、本作品のサウンドトラックのみでの出演を希望していた。そして、12月3日には、クリスチャンの母親であるグレース(Grace)役にマーシャ・ゲイ・ハーデンが選ばれた。

### 撮影
2013年10月に、撮影を、同年11月5日からカナダのバンクーバーにて行うことが決定され、のちに、マイケル・デ・ルカによって、撮影は11月13日から開始すると発表された。しかし、主要撮影は、万やむをえず再び延期され、12月1日に行われた。ロケ地はバンクーバーのギャスタウン。そのうちグレイのビルでのシーンのロケは、Bentall 5というビルで行われた。
また、作品中でアナが卒業した、ワシントン州立大学でのシーンは、ブリティッシュコロンビア大学、ホテルの一室でのシーンは、バンクーバーに位置するホテルFairmont Hotel Vancouverを借りて撮影された。一部のシーンの撮影には、バングーバーの映画スタジオNorth Shore Studiosも利用された。作品の収録は、公式には2014年1月21日に終了し、一部のシーンの撮り直しは、同年10月13日の週に、同じくバンクーバーで行われた。本作品を撮影するプロジェクトは「The Adventures of Max and Banks」と名づけられた。クレジットはされていないものの、本作品の脚本を製作したマーク・ボンバック（Mark Bomback）は、「これほど機密性の高いプロジェクトに加わったことは一度もありません...。映画のセットはロックダウンされていたわけですから。」と語っている。
この映画は、多くのアカデミー賞を獲得したことで知られる、2018年に亡くなった編集技師アン・V・コーツが手がけた生涯最後の作品となった。
事前に用意されていたもう一つのエンディングは、アナとクリスチャンの回想シーンである。それは、アナがアパートの一室ですすり泣いている一方、クリスチャンは雨にぬれながら外を走っている。家に帰った彼は、アナからもらった贈答品が「これがわたしに幸せなときを思い出させてくれました。　アナ(This reminded me of a happy time. —Ana) 」という短い手紙とともに見つかったというものであった。

## 音楽
原作者のジェイムズは、映画のサウンドトラックがリリースされるのは、2015年の2月10日になると述べた。最初のシングルは、ザ・ウィークエンドによるEarned Itであり、2014年の12月24日リリースされた。次のシングルはエリー・ゴールディングのLove Me like You Doであり、この作品は翌年の１月７日にリリースされ、のちのビルボードホット100で３位以内にランクインしたのを機に、人気を博した。また、その次の、1月27日には、オーストラリアの歌手シーアによって "Salted Wound"と題したサウンドトラックがリリースされた。

## 公開

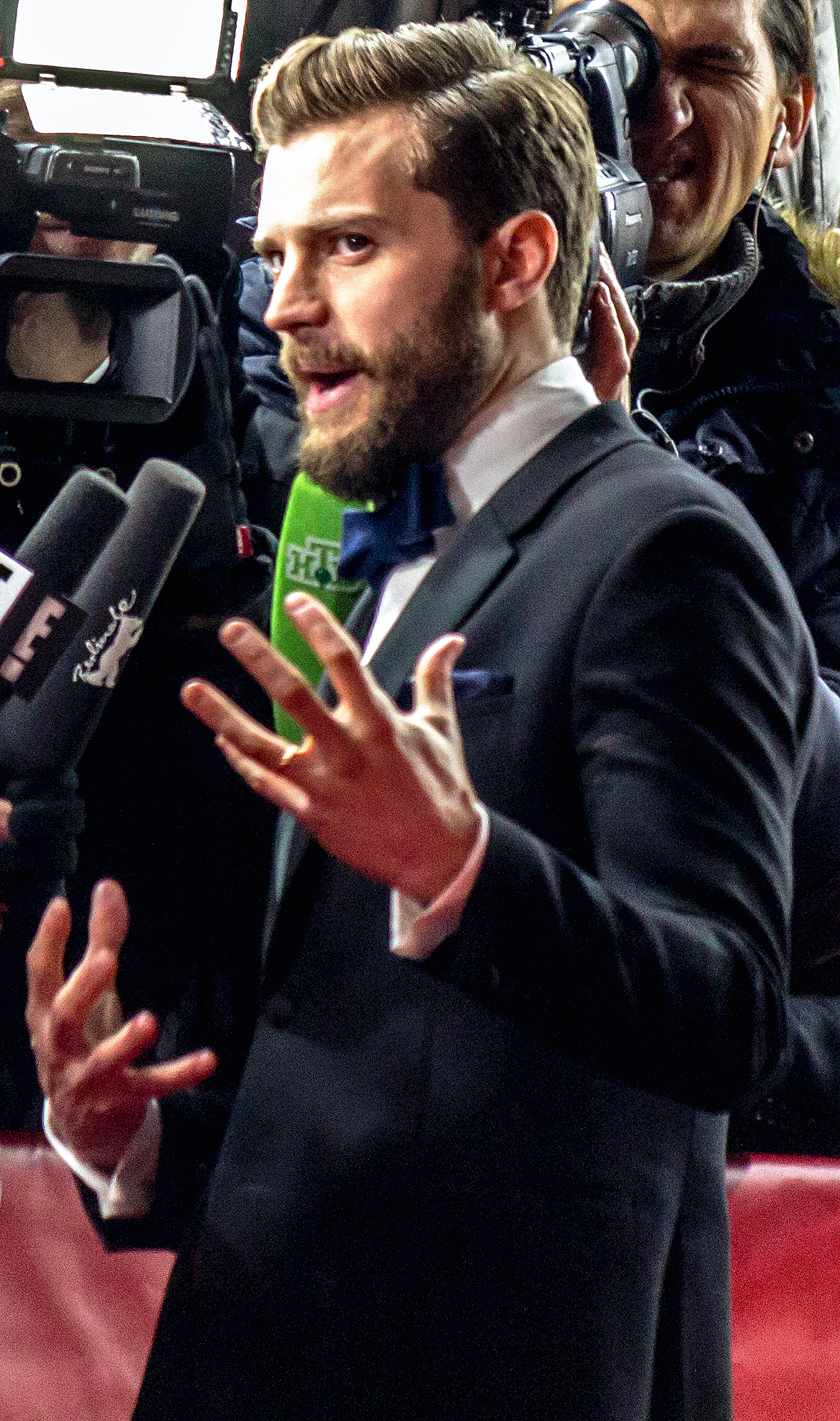
『フィフティ・シェイズ・オブ・グレイ』の試写会に登場したジェイミー・ドーナン(ベルリン国際映画祭2015)

2013年２月、ユニバーサルの会長であるアダム・フォゲルソンは、この作品について「早ければ来年の夏に公開できる」と述べた。スタジオは初め、2014年8月1日のリリースを発表していた。しかし、2013年の11月には、バレンタインデーに合わせるべく、2015年2月13日に公開日は押し戻された。2015年2月11日、『フィフティ・シェイズ・オブ・グレイ』は第65回ベルリン国際映画祭において、世界で初公開された。その二日後、米国国内の、75のIMAXシアターでのロードショーに至った。

### マーケティング
公開の1年以上前である、2014年1月25日、ユニバーサルは「もうじきグレイ氏が姿を現すときがやってくる(Mr. Grey will see you now)」と書かれたポスターをアメリカ国内の五か所に掲示した。
同年7月9日には、E・L・ジェイムズがTwitterにて、本作品の予告編が2014年7月24日に公開されるとの発言をした。また、予告編が公開される5日前、ビヨンセは自身のInstagramにて、予告編のティーザー広告を公開した。7月24日は、ドーナンとジョンソンの二人は、朝のテレビ番組トゥデイに出演したが、その際に、朝に流しても問題のないよう、性的描写をカットした予告編が放送された。性的描写を含んだ無修正の予告編は、同日(初回劇場公開の200日前)、のちにインターネット上で公開されることとなった。本作品の予告編では、ビヨンセのクレイジー・イン・ラブの新バージョンが使われていたが、これはビヨンセが頻繁にコラボしていたミュージシャンのBootsが作曲と編曲を担当したものである。予告編の映像は、7月24日にウェブ上で公開されてから、一週間で3640万再生を達成し、10月に『アベンジャーズ/エイジ・オブ・ウルトロン』の予告編に抜かされるまで、2014年のYouTubeで最も視聴された予告編であり続けた。しかし、同年12月中旬では、再生回数が9300万回に達し、再び2014年の最高視聴回数を記録することとなった。予告編は、公開初週で、さまざまなチャンネルやウェブサイトを通して１億回以上の再生回数を記録し、やがて2014年最大規模の予告編となった。YouTubeだけでは、2015年2月までに、1億9300万回再生を記録した。そして、2月の終わりまでには、公式予告編の再生回数が1億3000万回を超え、やがて3億2900万回以上の視聴回数を記録することとなった。　2本目の予告編は、2014年11月13日に公開され、3本目は、2015年2月1日、第49回スーパーボウルの期間中に放映された。
この映画は、広告を目にした人たちが、本作品が「気になるか」どうかを問うといった形で宣伝された。ユニバーサルの国内配給部門の取締役であるNick Carpouは、「このキャンペーンは、人びとに映画を観る許可を与えることになりました。」「ヴァレンタインデーがカップルにとっての一大イベントで、すばらしい恋愛のイベントでありつつ、この日が長いワシントン誕生日の週末に重なったことは、われわれにとって完全なる社会現象を巻き起こしました。この日は、マーケティングキャンペーンにおいてこの映画を売り込むために、ロマンスの雰囲気を最大限に活かすことができました。」と述べている。

### レーティングと規制
当初、アメリカ国内では、この作品はNC-17の指定を受けるとの憶測があった。一部の劇場ではNC-17指定の作品の上映を禁止していることから、製作したスタジオは通常、映画の商業的な存続に与える影響に配慮して、成人のみの指定はなるべく避けようとする。監督のデ・ルカは、比較的制限のゆるいR指定を期待していた。2015年1月5日、アメリカ映画協会は、「せりふを含む、きわめて性的な内容、及び一部の異常な行動や生々しいヌード、言葉」を理由に、本作品をR指定とした。
オーストラリアでは、1月30日に、「刺激の強いセックスシーン、及び性的な主題とヌード」を理由に、オーストラリア等級審査委員会によってMA15+の指定を受けた。
イギリスでは、2015年2月2日、「強い性表現」を理由に、全英映像等級審査機によって「18歳未満視聴非推奨」の指定を受けた。
カナダにおいては、オンタリオ州、マニトバ州、アルバータ州、そしてブリティッシュ・コロンビア州にて、それぞれの地域ごとに、OFRB、MFCB、AFR、BCFCOといった審査機構が「ヌード描写を含む、全体的に淫靡な作品」ということで、18A指定(18歳未満は成人の同伴が必要）とした。ケベック州では、審査機関であるRégie du cinémaが、本作品に対し、性的描写を理由に 16+指定(16歳以上の人だけが、閲覧、購入、レンタルが可能）とした。
一方フランスでは、多くの国が成人のみの指定を受けているなか、R12(12歳以上)という比較的緩い指定を受けた。
レバノンでは、NC-21(21歳以下閲覧禁止）の指定となった。
アルゼンチンでは、National Institute of Cinema and Audiovisual Artsという審査機関によって、SAM16/R(16歳以上対象）の指定を受けた。
反ポルノ団体 Morality in Mediaは、本作品をR指定にしたことに関して、『作品の暴力的なテーマを著しく損なうものであり、保護者や後援者に、内容についての十分な説明がされていない』と論じた。また、アメリカ映画協会は、NC-17の指定を取り下げることで、性的描写を含んだままでの、公開をおしすすめた。
マレーシアでは、この映画は2015年2月12日に公開される予定だったが、『不自然』かつ『加虐的』であるとして、 マレーシア映画検閲委員会（LPF）によって、公開は許可されなかった。LPFの会長であるAbdul Halim Abdul Hamidは、本作品について、『もはや映画というよりもポルノ』と述べている。
本作品は、インドネシア やケニア、ロシアの北コーサカス、アラブ首長国連邦、パプアニューギニア 、カンボジアやインド などでも検閲の対象となった。ナイジェリアにおいては、一週間のみ公開されたあと、国際映画・ビデオ検閲委員会（NFVCB）によって映画館から公開を許可されなくなった。中国での公開に際しては、ユニバーサルが許可しなかった。フィリピンではさまざま宗派の信者からの抗議を理由に検閲されたため、映画テレビ審査分類委員会(MTRCB)によるR18指定を受けての修正版公開となった。ジンバブエでも、同様の修正版が公開された。ベトナムでは、上映のために約20分のカットが行われた。そのため、作品中、アナがベルトで叩かれるシーンはことごとくスキップされている。

### 反対運動
2月2日、ミシガン州にて、映画の公開中止を訴える男性が、地元の映画館に現れる事件があった。映画館の店長は、男性が訴えているにもかかわらず、映画の公開中止を拒否した。店長はこのとき、その店長は、「創業70年で、映画の内容に異議を唱える者は何人もいたし、すでに広まった映画の内容を検閲するのはわれわれの仕事ではありません。また、それによってわれわれ、ひいてはこの地域に利益がもたらされるわけでもありません。」と述べている。事実、そこでは、作品の公開前の時点で、すでに3000枚のチケットが売れており、今後は10000枚のチケットが売れるだろうと予想されていた。
ノートルダム大学教授のトーマス・ウィリアムズ(Thomas Williams)は、バレンタインデーに本作品を公開したことに対して、「キリスト教の殉教者をたたえる日に、こんな性的な映画を公開するというユニバーサル・ピクチャーズの皮肉さは、多くの人に知られていないわけがありません。せいぜい品のないことと思っているでしょう。」と述べ、「ユニバーサル・ピクチャーズの皮肉」としている。

### ホームメディア
「フィフティ・シェイズ・オブ・グレイ』は、2015年5月8日に、DVDとBlu-rayでリリースされた。Blu-ray版では、オリジナルのカット版であり、さらに3分間の未公開エンディングが追加されている。
本作は、アメリカでのホームメディアでの発売と同時に、Blu-rayとDVDの合計売り上げを調査するNielsen VideoScan First Alert chartと、Blu-ray売り上げチャートの両方において、2015年5月17日で終わるまでの二週連続で首位を獲得した。

## 反響

### 興行収入
『フィフティ・シェイズ・オブ・グレイ』は、アメリカとカナダで1億6,620万ドル、その他の国で4億350万ドルの興行収入となり、世界規模では、予算4,000万ドルに対して5億6,970万ドルの興行収入となった。2015年現在、女性監督作品としては、『マンマ・ミーア!』、『カンフー・パンダ2』、『ワンダーウーマン』に次ぐ4番目の高収入作品となっており、また、劇場公開終了時には、『ハングオーバー!! 史上最悪の二日酔い、国境を越える』、『パッション』、『マトリックス リローデッド』に次ぐ、史上四番目のR指定高収益作品となった。Deadline.comは、本作の純利益を、全ての費用と収入を元に計算すると、2億5,655万ドルになるとしている。
2015年1月11日から、アメリカでチケットが発売された。チケット販売サイトFandangoによると、本作品は、同サイトの15年の歴史の中で、『セックス・アンド・ザ・シティ2』に次いで最も速く売れたR指定作品としている。また、Fandangoによれば、本作は、2012年の『ハンガー・ゲーム』を抜いて、非続編映画としては最大の初週チケット売り上げを記録した。Fandangoの前売り券売上ランキングにおいては、『ニュームーン/トワイライト・サーガ』、「ハリー・ポッターと死の秘宝 PART2』、『ハンガー・ゲーム』に次いで総合四位にランクインしている。こういった需要の変化は、全米の多くの映画館に、新しい上映時間の追加を促すこととなった。映画公開の数週間前には、何人かの興行分析者が、公開後4日間で6,000万ドルの収入は見込めると意見していたが、一方で、ウェブサイトのBox Office Mojoは、公開直後で1億ドルは稼げると予測していた。
アメリカ以外では、本作品は、39の市場で450万枚のチケットが前売りされた。
イギリスでは、公開前の一週間で130万ポンド（190万米ドル）分のチケットが売れた。
公開後には、以下のような興行成績も記録した。
| 興行成績                                                                | 詳細           | 過去の記録保持作品                                    | 過去の記録詳細            | 参照            |
| ----------------------------------------------------------------------- | -------------- | ----------------------------------------------------- | ------------------------- | --------------- |
| 1月の公開後一週間                                                       | 85,171,450ドル | 『パッション』                                        | (2004年、8,380万ドル)     | [ 149 ]         |
| ワシントン誕生日の四日間の公開週末                                      | 93,010,350ドル | 『バレンタインデー』                                  | (2010年、6,310万ドル）    | [ 150 ]         |
| ワシントン誕生日の四日間週末                                            | 93,010,350ドル | 『バレンタインデー』                                  | (2010年、6,310万ドル）    | [ 151 ]         |
| R指定の作品で、公開された劇場数                                         | 3,646ドル      | 『ハングオーバー!! 史上最悪の二日酔い、国境を越える』 | (2011年、3,615万ドル）    | [ 152 ]         |
| バレンタインデー                                                        | 36,752,460ドル | 『バレンタインデー』                                  | (2010年、23,392,046ドル   | [ 153 ] [ 154 ] |
| 女性が監督した映画で、公開後一週間                                      | 85,171,450ドル | 『トワイライト〜初恋〜』                              | (2008年、69,637,740ドル)  | [ 155 ]         |
| R指定の映画で、海外で公開後一週間                                       | 1億5,600万ドル | 『マトリックス レボリューションズ』                   | (2003年、1億1,700万ドル） | [ 156 ]         |
| ユニバーサルが製作したR指定の映画のうち、海外で公開されたものの最高記録 | 3億8,510万ドル | 『テッド』                                            | (2012年、3億3,000万ドル） | [ 157 ]         |

#### アメリカとカナダ
アメリカとカナダでは、2015年のポルノ映画としては、17番目の最高興行収入、恋愛映画としては歴代4位を記録している。本作品は、両国で四番目に公開されたR指定作品であり、2015年2月12日（木）に2,830館、翌日には3,646館の劇場で、『キングスマン』と同時に公開された。これは、(『マッドマックス 怒りのデス・ロード』を上回る)史上最多のR指定作品の公開劇場数となった。本作品は、2月に公開された映画としては、(『デッドプール』に次いで)2番目に高い深夜興行収入となり、また(『デッドプール』、『ハングオーバー!! 史上最悪の二日酔い、国境を越える』に次いで)R指定作品としては3番目に高い興行収入となった。公開初日(試写会当日を含む）の興行収入は、3,646館で3,020万ドルを記録し、また、2月公開の映画としては、『パッション』の最高記録を更新し、さらにR指定の映画においては4番目に高い興行収入を記録することとなった。こうした3日間の公開を経て、本作品の興行収入は、のちに、総合8510万ドルで1位となり、2月に公開された映画としては最大の公開週末の映画興行収入を更新した(『パッション』の記録も更新）。客層のうち女性が占める割合は、公開当日が全体の82%、バレンタインデーが68%であった。
しかし、公開して２週間後の週末の収入は73.9％減の2,225万ドルと大幅に落ち込んだ。これは、3,000スクリーン以上の公開作品としては2番目に大きく（『13日の金曜日』の80.4％減に次ぐ）、3,500スクリーン以上の公開作品としては最大の落ち込みとなっている。3,000スクリーン以上で公開された映画のうち、下落率が70％以上となるのは、本作品でちょうど8作目となる。また、本作は、2週連続で興行収入でトップに立った後、3週目の週末には4位に転落し、代わりに『フォーカス』が上位を記録した。 

##### そのほかの国
アメリカとカナダ以外では、公開当初の興行収入は、1億5800万ドルと分析者によって予測されていた。2015年2月11日（水）には4カ国で公開され、370万ドルの収入となった。数日後の12日には、さらに34カ国で公開され、2日間で2860万ドルを稼いだ。この映画は、25の市場でユニバーサル・ピクチャーズの初日記録を打ち立て、34の地域ではR指定映画の初日記録を打ち立てた。2月15日（日）までの初回興行収入では、58カ国10,979スクリーンから1億5,600万ドル（月曜までで1億7,360万ドル）を稼ぎ出し、58カ国中54カ国で1位を獲得し、R指定映画としては最大の海外初回興行収入、2015年に公開された映画では4番目の海外初回興行収入、ユニバーサルとしては過去3番目に大きい海外初回興行収入を記録した。また、13の市場では、歴代最高の初回興行収入、30の市場ではユニバーサル史上最大の初回週末興行収入、31の市場ではR指定映画としては最大の初回興行収入を記録した。
アメリカ以外での最大の初回収入は、イギリス、アイルランド、マルタでも判明し、その額は最初の週末で1,355万ポンド（2,080万ドル）であった。それは、18禁の作品としては史上最大のデビュー作であり、続編でない映画としては『アイ・アム・レジェンド』に次ぐ2番目の功績であった。その地域においては、公開後10日で、史上最高収入の18禁映画となった。イギリスでは、二週連続で興行収入はトップであった。上記の国以外でも、ドイツでは1410万ドル、フランスでは1230万ドル、ロシアでは1100万ドル、イタリアでは1010万ドル、スペインでは8700万ドル、ブラジルでは8300万ドル、メキシコでは8100万ドル、オーストラリアでは800万ドルの最高興行収入を得た。日本では、初回こそ682万ドルの興行収入で総合5位にランクインしたものの、翌週には10位以内から外れてしまった。ハリウッド・リポーター紙は、本作が日本で失敗に終わった理由として、「原作の日本語版の発売が遅れたこと、映画公開の時期が悪かったこと、R-15の規制による再編集で、セックスシーンの一部にぼかしがかかったこと」を挙げている。公開4週目の週末に、ワーナー・ブラザースの『ジュピター』に抜かれるまで、本作は、公開から3週連続で米国外の興行収入のトップに立ちつづけた。海外では、ユニバーサル・ピクチャーズの歴代最高興行収入（『テッド』の記録を更新）、ユニバーサル・ピクチャーズの14カ国での最高興行収入、ユニバーサル・ピクチャーズの海外公開の作品のうち8位の興行収入となった。総利益では、イギリス、アイルランド、マルタ（5,250万ドル）、ドイツ（4,370万ドル）、ブラジル（3,130万ドル）、フランス（2,950万ドル）、スペイン（2,260万ドル）が海外の最大市場となっている。

### 講評
『フィフティ・シェイズ・オブ・グレイ』は、脚本、歩調、ドーナンとジョンソンの演技などが批判され、おおむね否定的な評価を受けた。しかし、批評家の中には、原作よりも改善されているとする意見や、映画の撮影やセッティングを賞賛する者もあった。ウェブサイトのRotten Tomatoesでは、282件のレビューから24％の支持率を得ており、平均評価は4.20/10となった。同サイトの批評では、「紙媒体の作品よりも創造性に富んでいるが、『フィフティ・シェイズ・オブ・グレイ』は映像媒体としての満足度は低い」とされている 。 同じく、ウェブサイトのMetacritic は、46人の評論家のレビューをもとに、本作品を100点満点中46点とし、「評価はまちまち、または平均的」とコメントした。  公開週末に実施された調査で、対象となった映画館の観客は、A+からFまでの評価のうち、平均して「C+」という評価を下した。 
USAトゥデイのClaudia Puigは、「台詞は笑えるし、テンポは悪いし、演技は一本調子」と述べている 。シアトル・タイムズの Moira Macdonaldは「映画版は、原作の小説よりは悪くないが、たいした違いはない」と述べている。ウェブサイトWe Got This Coveredの評論家であるIsaac Feldberg は、この映画に5つ星中1つ半と評価し、「2つの異なる映画が画面の支配権を争っているように感じる。1つは官能的でスタイリッシュなロマンス映画、もう1つは無感覚なほど露骨な、ハーレクインが登場する官能小説を映画化したものである。惜しむらくは、後者の良くないほうの、露骨な官能小説的な要素が多くを占めてしまったことであろう。」と書いている。ガーディアン紙の映画評論家ピーター・ブラッドショーは、この映画に5つ星のうち1つ星の評価を与え、「映画史上最も純粋に、上品かつソフトコアなサドマゾヒズムの描写」であり、「厳密には、お昼のメロドラマ並の演技」であるとしている。 ニューヨーク・タイムズ紙のA・O・スコットは、 この映画を「ひどい」と言っておきながらも、「それにもかかわらず、もだえたり、くすくす笑ったり、目を丸くしたり、ただじっと座って罰を受けたりしながら見るのには、ましな映画かもしれない」と書いている。
デイリー・テレグラフ紙は、本作に対し好意的なレビューを投稿しており、Robbie Collinはこの映画を「セクシーで、おもしろくて、原作にはないあらゆる方法で自己認識している」と評した。デイリーニューズのElizabeth Weitzmanは、演出、脚本、そしてジョンソンの演技を絶賛した一方で、ドーナンの演技、主役の相性、脇役を「使いこなせていない」と評した。彼女は、原作の要素を損なわないようにし、"雰囲気と筋の展開 "を両立させた監督のやり方を称賛した。ガーディアン紙では、 Jordan Hoffmann が5つ星のうち星3つと評価し、セックスシーンについては、「物語を進めるために存在しており、こんなことに憤慨するのは、ボタンを念入りに留めたかのように保守的なカマトトだけであろう。 」と書いている 。エンターテインメント・ウィークリーの批評家であるLisa Schwarzbaumは、本作品を「B級」とし、「普通に性的映画を観るときの習慣から考えるに、映画『フィフティ・シェイズ・オブ・グレイ』は、クリスチャンのピアノ演奏云々に関する最初の部分を早送りして、一瞬だけ見える、彼が下半身裸になったところで止めてしっかり見れば、家庭用娯楽機器としてよりよい作品になるであろう。」と述べている。シドニー・モーニング・ヘラルドのTimothy Laurie とJessica Keanは、「この映画は、たいていのハリウッド映画よりも成熟した、暴力の意思決定にかかわるせりふが多い」とし、「本作は、"同意"のような法律的な概念を、生き生きとした、時には不快な対人関係の経験へと形づけており、不平等な交渉の危険性や、自らの限界を知るとともに、それを尊重してもらうことの実際の複雑さを、ドラマチックに表現している。」と主張している。
さまざまな批評家が、映画『フィフティ・シェイズ・オブ・グレイ』と『ナインハーフ』の共通点を指摘している。いずれの作品も、SMにまつわる情事を中心とした文学作品を映画化したものである。

## 訴訟
2012年6月、映画会社のSmash Picturesは、『Fifty Shades of Grey: An XXX Adaptation』と題して、『Fifty Shades of Grey』3部作のポルノ版を撮影する意向を表明し、リリース日は2013年1月10日と発表された。 2012年11月、本シリーズの映画化権を獲得していたユニバーサルが、Smash Pictures に対し、この映画が パロディとして撮影されたものではなく、 「『フィフティ・シェイズ』3部作特有の表現要素を、 『フィフティ・シェイズ・オブ・グレイ』の中身を経て、2作目の『フィフティ・シェイズ・ダーカー』の中身に渡って疑いなく模倣したもの」としたうえで、本作は著作権の侵害にあたると訴訟を起こした。　
ユニバーサルは裁判で、差し止め、映画の総売上からの利益、および損害賠償を請求し、「迅速かつ安価に制作されたポルノ作品は、フィフティ・シェイズ3部作と近日公開予定のユニバーサル映画に対する世間のイメージが下がることで、原告に取り返しのつかない損害を与える可能性がある。」とコメントした。Smash Picturesはこの訴訟に対し、「この作品はもともと、『トワイライトシリーズ』をベースにしたファン・フィクションとして、さまざまな場所で公表されていたため、『フィフティ・シェイズ』の題材の「多くまたはすべては」パブリックドメインに含まれている」と述べ、反訴状を発行し、訴訟手続きの継続要求という措置をとった。Smash Picturesの弁護士はさらに、 本書籍の連邦著作権登録は「無効かつ法的強制力のない」ものであり、 本作は「著作権法や商標法に違反していない」と述べている。この訴訟は最終的に、非公開の金額での「法廷外での和解」という結果となり、Smash Picturesは、映画の制作やプロモーションを中止することに同意した。 

## 続編
2015年4月、E・L・ジェイムズの夫である Niall Leonardが、同作の続編の脚本を執筆に参入したとハリウッド・リポーターが報じた。同月、ラスベガスで開催された「2015 Universal CinemaCon」というイベントにて、ユニバーサルは続編の公開日を発表し、『フィフティ・シェイズ・ダーカー』は2017年2月10日、『フィフティ・シェイズ・フリード』は2018年2月9日に公開することを発表した。しかし、これらの続編で、サム・テイラー＝ジョンソンが監督として復帰することはなかった。2015年8月20日、『ハウス・オブ・カード 野望の階段』のジェームズ・フォーリー監督が続編の監督候補に挙がっていることがわかった。2015年11月、ユニバーサル・スタジオは、両作品が、二つの映画を一つの作品としてまとめて撮影する方式の、バック・トゥ・バック形式で撮影されることを発表した。

## パロディ
2016年1月29日には、本作のスピンオフ版『Fifty Shades of Black』が北米で公開された。マーロン・ウェイアンズとRick Alvarezが脚本を担当し、マーロン・ウェイアンズはクリスチャン・グレイ役として登場した。本作の配給は、ドイツのSquareOne Entertainmentと米国のOpen Road Filmsが担当した。制作会社のIM Globalが製作と出費、および海外でのリリースを担当した。カリ・ホークがアナスタシア・スティール役を演じ、アフィオン・クロケット、マイク・エップス、ジェーン・シーモア、フレッド・ウィラードらが脇を固めた。劇場公開は、2016年1月29日に行われ、「個人を諷刺することが目的で、面白いことを前提としていない映画よりも、なおいっそうつまらない。」と評価された。